# Bertrand Gachot
Bertrand Gachot (n. 23 decembrie 1962, Lëtzebuerg, Luxemburg) este un fost pilot de Formula 1. Bertrand s-a născut în Luxemburg, tatăl lui fiind de orgine franceză. Bertrand a avut cetățenia belgiană, iar începând cu anul 1992 a dobândit cetățenia franceză.

## Cariera în Formula 1
| Sezon | Echipă                                   | Puncte | Loc clasament general |
| ----- | ---------------------------------------- | ------ | --------------------- |
| 1989  | Moneytron Onyx Formula One / Rial Racing | 0      | -                     |
| 1990  | Subaru Coloni Racing                     | 0      | -                     |
| 1991  | Team 7Up Jordan / Larrousse F1           | 4      | 13                    |
| 1992  | Central Park Venturi Larrousse           | 1      | 19                    |
| 1994  | Pacific Grand Prix                       | 0      | -                     |
| 1995  | Pacific Grand Prix                       | 0      | -                     |